# Ansjovis (fiskkonserv)

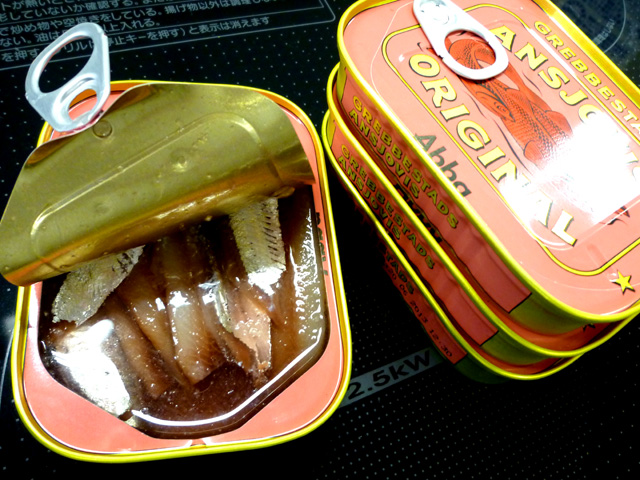
Grebbestads ansjovisfiléer.

Ansjovis är en fiskkonserv som i Sverige och Finland oftast görs av skarpsill. Den äkta fisken ansjovis säljs under namnet sardell.

## Historik
Historien om den inlagda skarpsill (Sprattus sprattus) som i Sverige och Norge kallas ansjovis går tillbaks till 1700-talets första hälft. Handeln med södra Europa ökade och åtskilliga fraktskutor som importerade citrusfrukter, oliver, kryddor och oljor hade även med sig saltad ansjovis (Engraulis encrasicolus) i sin last. Efterfrågan på denna saltade småfisk var mycket stor och i Skåne kom greve Frölich som ägde godset Engeltofta på att det gick att salta in skarpsill som i smak och konsistens erinrade om den importerade ansjovisen. Eftersom saltad ansjovis var en etablerad och eftersökt vara så användes namnet ”svensk anjovis” för denna saltade skarpsill. Redan 1762 skrev Lorens Wolter Rothof (1724-1787) i sin skrift ”Hushålls Magasin” att ”Skarp Sill plär inläggas som Anjovis”. Rothof hade medverkat på Carl von Linnés exkursioner och hade en lektortjänst hos Jonas Alströmer. I hans magasin redovisade han uppgifter om lanthushållning och naturalhistoria. I början av 1770-talet var begreppet ”svensk anjovis” etablerat och det fanns många annonser om att sådan var till salu i den svenska dagspressen. Ett antal av dessa annonser angav även att anjovisen var från Skåne och greve Fröhlich gods, Engeltofta, på Bjärehalvön. 
Svensk anjovis blev efterhand ett begrepp och tog över marknaden från den importerade. Och det såldes sedermera svensk anjovis fångad längs hela den kustremsa av landet där det fanns skarpsill. Den första skarpsillen som kallades för anjovis var okryddad. Såväl kryddad vanlig sill som kryddad svensk anjovis började på 1790-talet säljas hos en del handlare i Stockholm. Sannolikt var det handlare i Stockholm som gjorde dessa tidiga kryddinläggningar, detta var handlare som ofta också hade kryddor i sina butiker. Att krydda anjovisen var antagligen en följd av att det några år innan hade börjat säljas kryddad sill. Kryddorna som användes på dessa tidiga inläggningar är självfallet höjt i dunkel. Men i ett anjovisrecept som publicerades i Handelstidningen 1819 samt det som finns i Margaretha Nylanders (pseudonym för Margareta Emerentia Nordström) bok ”Handbok wid den nu brukliga Finare Matlagningen” som publicerades 1822 ingår det till stor del samma kryddor som senare kom att användas. Notera också att det redan i slutet av 1700-talet marknadfördes kryddad ansjovis från Oslo.
Gustav Andersson  startade 1845 enligt hans annons i katalogen från världsutställningen i Philadelphia 1876 sin fabrikation i Fjällbacka. Den tillverkades ursprungligen vid det som senare (efter att Gustaf Andersson sålde fabriken) blev Dorthes Konservfabrik i Fjällbacka som ligger i Bohuslän. Fabriken brann 1928 men produktionen fortsatte i annan lokal fram till 1960-talet. Lika tidig var Charlotta Margareta Amundson i Uddevalla samt Hans Andersson i Lysekil.
Ansjovis började att produceras i Grebbestad 1887, men Grebbestads ansjovis produceras numera i Kungshamn. Notera att det recept som Grebbestads ansjovis baseras på är från 1911, detta enligt Abba Seafood samt samtida annonser i dagspressen.

## Tillverkningsprocessen
Ansjovis tillverkas av skarpsill, som förekommer i Sverige vid Bohuskusten och i Östersjön. Merparten av den skarpsill som används till ansjovisproduktionen fångas i Kattegatt och Skagerrak. Den fångas när den är 11–13 cm lång, varpå den efter fångst saltas, läggs in och kryddas. I ansjovisinläggningen ingår exempelvis kryddor som kanel, svartpeppar, kryddpeppar, lagerblad, kryddnejlika, spansk humle (oregano), kardemumma och sandelträ. Grebbestads ansjovis innehåller socker, salt, ättika, kanel, kryddpeppar, ingefära, kryddnejlika, lagerblad, muskotblomma och sandelolja.

## Användningsområden

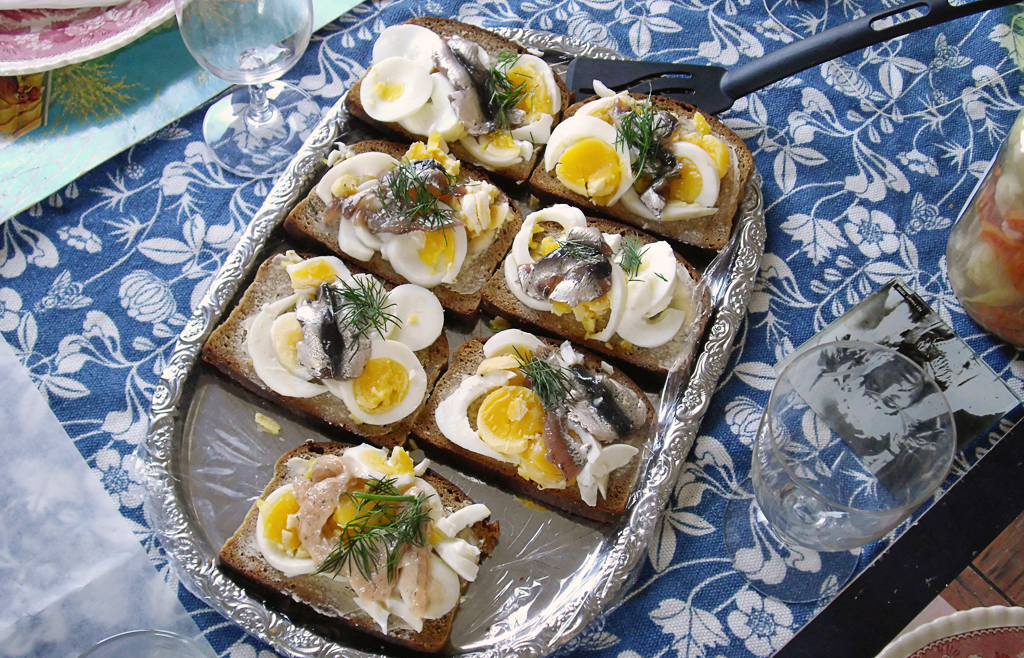
Smörgåsar med ägg och ansjovisfiléer.

Ansjovis kan ätas som pålägg eller användas för att ge smak åt maträtter, bland annat i Janssons frestelse, gubbröra, slottsstek och leverpastej. Ansjovis används också som garnityr, till exempel i Sverige till wienerschnitzel tillsammans med kapris.